# Alec Panchen
Alec Leonard Panchen (* 4. Oktober 1930; † 17. Januar 2013) war ein britischer Wirbeltier-Paläontologe und Zoologe.
Panchen wurde 1956 Demonstrator für Zoologie an der University of Newcastle upon Tyne, 1960 Lecturer und 1972 Reader. 1993 ging er in den Ruhestand.
Er befasste sich insbesondere mit der frühen Entwicklung von Tetrapoden.
Er war Fellow der Royal Society of Edinburgh.
In Newcastle arbeitete er mit Alick Walker zusammen. Zu seinen Doktoranden zählt Jennifer Clack.

## Schriften
- als Herausgeber: The Terrestrial environment and the origin of land vertebrates: proceedings of an international symposium held at the University of Newcastle upon Tyne. Academic Press 1980.
- Evolution. St. Martin’s Press 1993.
- mit R. B. Clark: Synopsis of animal classification. Chapman and Hall 1974.
- Classification, evolution, and the nature of biology. Cambridge University Press 1992.
- Batrachosauria, Anthracosauria. Handbuch der Paläoherpetologie, G. Fischer 1970.